# Club Ciudad de Bolívar
Club Ciudad de Bolívar – argentyński męski klub siatkarski z siedzibą w San Carlos de Bolívar.
Klub został założony z inicjatywy dziennikarza telewizyjnego Marcelo Tinelli. W debiutanckim sezonie 2002/2003 został mistrzem Argentyny, pokonując w finale Rojas Scholem.

## Nazwy klubu
- –2004 Bolívar Signia
- 2004–2006 Orígenes Bolívar
- 2006–2008 DirecTV Bolívar
- 2008−2012 Drean Bolívar
- 2012–2018 Personal Bolívar
- 2018– Bolívar Vóley

## Sukcesy
Mistrzostwo Argentyny:
- 2003, 2004, 2007, 2008, 2009, 2010, 2017, 2019
- 2005, 2011, 2015, 2016, 2018
- 2006, 2012, 2013

Puchar ACLAV:
- 2006, 2007, 2008, 2009, 2014

Klubowe Mistrzostwa Ameryki Południowej:
- 2010
- 2017

Puchar Mistrza:
- 2012, 2015

## Kadra

### Sezon 2019/2020
| Nr | Imię i nazwisko     | Data ur. | Wzrost | Pozycja      |
| -- | ------------------- | -------- | ------ | ------------ |
| 1  | Gabriel Arroyo      | 1977     | 194    | środkowy     |
| 2  | Osniel Melgarejo    | 1997     | 195    | przyjmujący  |
| 3  | Luciano Roitero     | 2002     | 185    | libero       |
| 4  | Martín Weber        | 1994     | 183    | libero       |
| 5  | Nicolás Uriarte     | 1990     | 189    | rozgrywający |
| 6  | Franco Medina       | 1999     | 197    | środkowy     |
| 7  | Juan Barrera        | 1999     | 201    | atakujący    |
| 8  | Agustín Loser       | 1997     | 193    | środkowy     |
| 9  | Jesús Herrera Jaime | 1995     | 194    | atakujący    |
| 10 | Ignacio Bernasconi  | 1995     | 194    | rozgrywający |
| 11 | Agustín Ramonda     | 1991     | 200    | przyjmujący  |
| 13 | Brian Melgarejo     | 1995     | 191    | przyjmujący  |
| 15 | Yohan Leon          | 1995     | 200    | przyjmujący  |
| 16 | Alexis González     | 1981     | 184    | libero       |
| 17 | Facundo Imhoff      | 1989     | 202    | środkowy     |
| 18 | Juan Manuel Lescano | 2003     | 185    | rozgrywający |
| 19 | Lautaro Andresen    | 2001     | 175    | rozgrywający |
| 20 | Lucas Alborch       | 1996     | 173    | libero       |

### Sezon 2018/2019
| Nr | Imię i nazwisko            | Data ur. | Wzrost | Pozycja      |
| -- | -------------------------- | -------- | ------ | ------------ |
| 1  | Gabriel Arroyo             | 1977     | 194    | środkowy     |
| 2  | Patricio Vera              | 1987     | 200    | atakujący    |
| 3  | Yadrian Escobar Silva      | 1988     | 201    | atakujący    |
| 4  | Lucas Ocampo               | 1986     | 196    | przyjmujący  |
| 5  | Nahuel Codesal             | 2000     | 180    | libero       |
| 6  | Franco Medina              | 1999     | 197    | środkowy     |
| 7  | Raydel Hierrezuelo Aguirre | 1987     | 196    | rozgrywający |
| 8  | Agustín Loser              | 1997     | 193    | środkowy     |
| 9  | Lucas Madalóz              | 1995     | 198    | przyjmujący  |
| 10 | Ignacio Bernasconi         | 1995     | 194    | rozgrywający |
| 11 | Agustín Ramonda            | 1991     | 200    | przyjmujący  |
| 13 | Guillermo Garcia           | 1983     | 193    | atakujący    |
| 14 | Pablo Crer                 | 1989     | 205    | środkowy     |
| 15 | Lucas Alborch              | 1996     | 173    | libero       |
| 16 | Alexis González            | 1981     | 184    | libero       |
| 20 | Jan Martínez Franchi       | 1998     | 190    | przyjmujący  |

### Sezon 2017/2018
| Nr | Imię i nazwisko   | Data ur. | Wzrost | Pozycja               |
| -- | ----------------- | -------- | ------ | --------------------- |
| 1  | Gabriel Arroyo    | 1977     | 194    | środkowy              |
| 2  | Maximiliano Gauna | 1989     | 198    | środkowy              |
| 3  | Leonardo Patti    | 1996     | 188    | przyjmujący           |
| 6  | Rozalin Penczew   | 1994     | 198    | przyjmujący           |
| 7  | Théo Lopes        | 1983     | 200    | atakujący             |
| 8  | Demián González   | 1983     | 192    | rozgrywający          |
| 9  | Daniel Galván     | 1988     | 202    | środkowy              |
| 10 | Frank Depestele   | 1977     | 191    | rozgrywający          |
| 11 | Agustín Ramonda   | 1991     | 200    | atakujący             |
| 13 | Guillermo Garcia  | 1983     | 193    | atakujący             |
| 14 | Pablo Crer        | 1989     | 205    | środkowy              |
| 16 | Alexis González   | 1981     | 184    | libero                |
| 17 | Germán Galdón     | 1989     | 192    | rozgrywający          |
| 20 | Martín Hernández  | 1996     | 204    | przyjmujący/atakujący |
|    | Edgardo Lioca     | 1990     | 187    | rozgrywający          |

### Sezon 2016/2017
| Nr | Imię i nazwisko       | Data ur. | Wzrost | Pozycja      |
| -- | --------------------- | -------- | ------ | ------------ |
| 1  | Federico Arce         | 1998     | 176    | przyjmujący  |
| 2  | Maximiliano Gauna     | 1989     | 198    | środkowy     |
| 3  | Leonardo Patti        | 1996     | 188    | przyjmujący  |
| 4  | Lucas Ocampo          | 1986     | 196    | przyjmujący  |
| 5  | Nahuel Codesal        | 2000     | 180    | libero       |
| 6  | Thomas Edgar          | 1989     | 212    | atakujący    |
| 7  | Maximiliano Chirivino | 1989     | 173    | rozgrywający |
| 8  | Axel Jacobsen         | 1984     | 196    | rozgrywający |
| 9  | Federico Franetovich  | 1991     | 200    | środkowy     |
| 10 | Nicólas Giraudo       | 1994     | 200    | środkowy     |
| 11 | Pablo Kukartsev       | 1993     | 203    | atakujący    |
| 14 | Pablo Crer            | 1989     | 205    | środkowy     |
| 15 | Todor Aleksiew        | 1983     | 200    | przyjmujący  |
| 16 | Alexis González       | 1981     | 184    | libero       |
| 18 | Demián González       | 1983     | 192    | rozgrywający |
| 20 | Silmar de Almeida     | 1986     | 203    | atakujący    |

### Sezon 2015/2016
| Nr | Imię i nazwisko            | Data ur. | Wzrost | Pozycja      |
| -- | -------------------------- | -------- | ------ | ------------ |
| 1  | Raphael Thiago de Oliveira | 1984     | 195    | przyjmujący  |
| 2  | Facundo Loyarte            | 1991     | 198    | środkowy     |
| 3  | Edgardo Lioca              | 1990     | 187    | rozgrywający |
| 4  | Joaquín Gallego            | 1996     | 201    | środkowy     |
| 5  | Pablo Crer                 | 1989     | 205    | środkowy     |
| 7  | Maximiliano Chirivino      | 1989     | 173    | rozgrywający |
| 8  | Ricardo José Ferreiro      | 1989     | 198    | środkowy     |
| 9  | Michael Sánchez Bozhulev   | 1986     | 206    | atakujący    |
| 10 | Nicolas Bruno              | 1989     | 187    | przyjmujący  |
| 11 | Pablo Kukartsev            | 1993     | 203    | atakujący    |
| 13 | Tiago Barth                | 1988     | 209    | środkowy     |
| 14 | Guillermo Garcia           | 1983     | 193    | atakujący    |
| 16 | Alexis González            | 1981     | 184    | libero       |
| 17 | Ignacio Lescano            | 1992     | 194    | libero       |

### Sezon 2014/2015
| Nr | Imię i nazwisko            | Data ur. | Wzrost | Pozycja               |
| -- | -------------------------- | -------- | ------ | --------------------- |
| 1  | Raphael Thiago de Oliveira | 1984     | 195    | przyjmujący           |
| 2  | Martín Hernández           | 1996     | 204    | przyjmujący/atakujący |
| 3  | Joaquín Gallego            | 1996     | 201    | środkowy              |
| 4  | Nicolas Bruno              | 1989     | 187    | przyjmujący           |
| 5  | Bruno Lima                 | 1996     | 197    | przyjmujący           |
| 6  | Axel Jacobsen              | 1984     | 196    | rozgrywający          |
| 8  | Ricardo José Ferreiro      | 1989     | 198    | środkowy              |
| 10 | Alejandro Spajić           | 1976     | 204    | środkowy              |
| 11 | Yadier Sánchez Sierra      | 1987     | 200    | przyjmujący           |
| 14 | Pablo Crer                 | 1989     | 205    | środkowy              |
| 15 | Matías Sánchez             | 1996     | 173    | rozgrywający          |
| 16 | Alexis González            | 1981     | 184    | libero                |
| 18 | José dos Santos Júnior     | 1987     | 207    | środkowy              |